# Lowercase
Lowercase – eksperymentalny gatunek muzyki elektronicznej łączący w sobie elementy muzyki ambient i minimalizm.

## Opis
Lowercase wywodzi się z minimalizmu oraz ambientu. Charakterystyczną cechą tego stylu jest używanie ekstremalnie cichych dźwięków, które są często ledwo słyszalne dla odbiorcy. W kompozycjach lowercase wykorzystywane są często dźwięki tła, szumy, nagrania terenowe, szelest papieru, oddechy czy stukanie.
Twórcą i propagatorem terminu lowercase był amerykański artysta Steve Roden, który rozpoczął ten nurt swoim albumem „Forms of Paper”. 

## Przedstawiciele
Głównym przedstawicielem nurtu jest Steve Roden. Inni ważni twórcy to m.in.: Bernhard Günter, Alva Noto, Tetsu Inoue, Richard Chartier.